# Hamburg Towers
Hamburg Towers – niemiecki zawodowy klub koszykarski z siedzibą w Hamburgu. Nazwa klubu pochodzi od wież w herbie Hamburga.

## Historia
W lutym 2013 roku były niemiecki koszykarz Pascal Roller wraz z przedsiębiorcą Wolfgangiem Sahmem i reklamodawcą Gunnarem Klinkem przedstawili konkretne plany utworzenia drużyny koszykówki w Hamburgu, która w przyszłości miałaby grać w Bundeslidze. Początkowo chcieli ubiegać się o dziką kartę dla Bundesligi, ale z powodu braku głównego sponsora zaniechano tych planów. Od sezonu 2014/15 Hamburg Towers występowali w ProA (2. poziom). W maju 2018 trenerem drużyny został szkoleniowiec reprezentacji Polski, Mike Taylor. W kwietniu 2019 roku Towers awansowali do Bundesligi. Drużyna z Hamburga nie przedłużyła umowy z Mikiem Taylorem na sezon 2020/2021.

## Sukcesy
- Mistrzostwo ProA – 2019